# Izrail Gelfand
Izrail Moisjejewicz Gelfand (ros. Изра́иль Моисе́евич Гельфа́нд, jid. ישראל געלפֿאַנד, ur. 20 sierpnia?/2 września 1913 w m. Okny k. Odessy, zm. 5 października 2009 w New Brunswick) – radziecki i amerykański matematyk.

## Życiorys
Urodził się w rodzinie żydowskiego młynarza w niewielkiej miejscowości Okny (obecnie Ukraina). Ze względu na nieakceptowane w Rosji Sowieckiej pochodzenie społeczne został wydalony ze szkoły i nie zezwolono mu na podjęcie studiów. W wieku 16 lat wyjechał do Moskwy i podejmował różne prace, uczęszczając równocześnie na wykłady na Moskiewskim Uniwersytecie Państwowym. Gdy ukończył 19 lat, jego talent stał się tak oczywisty, że został przyjęty bezpośrednio na aspiranturę tegoż uniwersytetu, którą ukończył w 1935 r. doktoratem nt. funkcji abstrakcyjnych i operatorów liniowych, przygotowanym pod kierunkiem prof. Andrieja Kołmogorowa. Został zatrudniony jako pracownik naukowy, w tym od 1940 jako profesor. W 1953 objął kierownictwo Instytutu Matematyki Stosowanej Akademii Nauk ZSRR, 1967 został redaktorem naczelnym pisma „Analiza funkcjonalna i jej zastosowania”, 1968–1970 był prezesem, a 1971 honorowym członkiem Moskiewskiego Towarzystwa Matematycznego. Od 1964 był członkiem Amerykańskiej Akademii Sztuk i Nauk w Bostonie, od 1966 Londyńskiego Towarzystwa Matematycznego, od 1970 członkiem zagranicznym Narodowej Akademii Nauk w Waszyngtonie, od 1974 Szwedzkiej Akademii Nauk, od 1989 Akademii Nauk Japonii. W 1973 został doktorem honoris causa Uniwersytetu Oksfordzkiego, 1976 Uniwersytetu Harvarda, 1977 Uniwersytetu w Princeton i Uniwersytetu w Uppsali, 1984 Université de Lyon, a 1985 Uniwersytetu w Pizie. Zajmował się analizą funkcjonalną, stworzył teorię algebr unormowanych (algebra Banacha), uzyskał fundamentalne wyniki w teorii reprezentacji grup topologicznych. 
Od 1990 mieszkał w USA. Był autorem m.in. prac Obobszczonyje funkcyi i diejstwija nad nimi (wspólne z Gieorgijem Szyłowem) i trzytomowego Collected Papers (1987–1989).

## Odznaczenia i nagrody
- Order Lenina (trzykrotnie – 1954, 1956 i 1973)
- Order Czerwonego Sztandaru Pracy (dwukrotnie – 1963 i 1983)
- Order Przyjaźni Narodów (1975)
- Order Znak Honoru (1953)
- Nagroda Leninowska (1961)
- Nagroda Stalinowska (dwukrotnie – 1951 i 1953)
- Nagroda Wolfa
- Nagroda Kioto (1989)[3]